# Барклей Плейгер
Барклей Плейгер (англ. Barclay Plager, нар. 26 березня 1941, Кіркленд-Лейк — пом. 6 лютого 1988, Крив-Коер) — канадський хокеїст, що грав на позиції захисника. Згодом — хокейний тренер.
Його рідні брати Боб та Білл також хокеїсти, що виступали в НХЛ.

## Ігрова кар'єра
Професійну хокейну кар'єру розпочав 1961 року.
Усю професійну клубну ігрову кар'єру, що тривала 18 років, провів, захищаючи кольори команди «Сент-Луїс Блюз».

## Тренерська робота
1977 року розпочав тренерську роботу в НХЛ. Тренерська кар'єра обмежилася роботою з командою «Сент-Луїс Блюз».

## Нагороди та досягнення
- Учасник матчу усіх зірок НХЛ — 1970, 1971, 1973, 1974.

## Статистика НХЛ
| Сезон        | Клуб             | Ліга         | Регулярний сезон | Регулярний сезон | Регулярний сезон | Регулярний сезон | Регулярний сезон | Плей-оф | Плей-оф | Плей-оф | Плей-оф | Плей-оф |
| Сезон        | Клуб             | Ліга         | І                | Г                | П                | О                | ШХ               | І       | Г       | П       | О       | ШХ      |
| ------------ | ---------------- | ------------ | ---------------- | ---------------- | ---------------- | ---------------- | ---------------- | ------- | ------- | ------- | ------- | ------- |
| 1967-1968    | «Сент-Луїс Блюз» | НХЛ          | 49               | 5                | 15               | 20               | 153              | 18      | 2       | 5       | 7       | 73      |
| 1968-1969    | «Сент-Луїс Блюз» | НХЛ          | 61               | 4                | 26               | 30               | 120              | 12      | 0       | 4       | 4       | 31      |
| 1969-1970    | «Сент-Луїс Блюз» | НХЛ          | 75               | 6                | 26               | 32               | 128              | 13      | 0       | 2       | 2       | 20      |
| 1970-1971    | «Сент-Луїс Блюз» | НХЛ          | 69               | 4                | 20               | 24               | 172              | 6       | 0       | 3       | 3       | 10      |
| 1971-1972    | «Сент-Луїс Блюз» | НХЛ          | 78               | 7                | 22               | 29               | 176              | 11      | 1       | 4       | 5       | 21      |
| 1972-1973    | «Сент-Луїс Блюз» | НХЛ          | 68               | 8                | 25               | 33               | 102              | 5       | 0       | 1       | 1       | 0       |
| 1973-1974    | «Сент-Луїс Блюз» | НХЛ          | 72               | 6                | 20               | 26               | 99               |         |         |         |         |         |
| 1974-1975    | «Сент-Луїс Блюз» | НХЛ          | 76               | 4                | 24               | 28               | 96               | 2       | 0       | 1       | 1       | 14      |
| 1975-1976    | «Сент-Луїс Блюз» | НХЛ          | 64               | 0                | 8                | 8                | 67               | 1       | 0       | 0       | 0       | 13      |
| 1976-1977    | «Сент-Луїс Блюз» | НХЛ          | 2                | 0                | 1                | 1                | 2                |         |         |         |         |         |
| Усього в НХЛ | Усього в НХЛ     | Усього в НХЛ | 614              | 44               | 187              | 231              | 1115             | 68      | 3       | 20      | 23      | 182     |

## Тренерська статистика
| Команда          | Сезон   | Регулярний сезон | Регулярний сезон | Регулярний сезон | Регулярний сезон | Регулярний сезон | Регулярний сезон | Плей-оф                  |
| Команда          | Сезон   | І                | В                | П                | Н                | О                | Місце            | Результат                |
| ---------------- | ------- | ---------------- | ---------------- | ---------------- | ---------------- | ---------------- | ---------------- | ------------------------ |
| «Сент-Луїс Блюз» | 1977–78 | 26               | 9                | 11               | 6                | (24)             | 4-е в ДС         | не вийшли                |
| «Сент-Луїс Блюз» | 1978–79 | 80               | 18               | 50               | 12               | 48               | 3-є в ДС         | не вийшли                |
| «Сент-Луїс Блюз» | 1979–80 | 24               | 7                | 14               | 3                | (17)             | 2-е в ДС         | звільнений               |
| «Сент-Луїс Блюз» | 1982–83 | 48               | 15               | 21               | 12               | (42)             | 4-е в ДН         | програш у першому раунді |
| Усього           | Усього  | 178              | 49               | 96               | 33               |                  |                  |                          |

## Хвороба та смерть
На початку 1987 року Барклей переніс операцію з видалення пухлини головного мозку, але пізніше в тому ж році була виявлена швидко зростаюча пухлина. Він поступив до лікарні в кінці січня 1988 року, і помер 6 лютого 1988 роки від крововиливу в мозок.
9 лютого 1988 під час матчу всіх зірок НХЛ, що відбувся на його рідній арені «Скоттрейд-центр» у Сент-Луїсі, вшанували пам'ять хвилиною мовчання.